# (35393) 1997 XJ5
1997 أكس جاي 5 (ويعرف أيضًا باسم (35393) 1997 أكس جاي 5 وفق تسمية الكوكب الصغير) (بالإنجليزية: 1997 XJ5)‏ هو كويكب ضمن حزام الكويكبات؛ وترتيبه 35393 من حيث الاكتشاف.
اكتُشف هذا الجُرم الفلكي بواسطة تاكيشي أوراتا ‏ في 2 ديسمبر 1997.

## وصلات خارجية
- (35393) 1997 XJ5 في قاعدة بيانات مختبر الدفع النفاث لأجرام النظام الشمسي الصغيرة

- الاكتشاف · مخطط المدار ·  العناصر المدارية · المعلمات المادية

- (35393) 1997 XJ5 على موقع ويكي سكاي: DSS2, SDSS, GALEX, IRAS, Hydrogen α, X-Ray, Astrophoto, Sky Map, Articles and images